# Apeadeiro de Maiorca
O apeadeiro de Maiorca é uma interface encerrada do Ramal da Figueira da Foz, que servia a localidade de Maiorca, no distrito de Coimbra, em Portugal.

## História

### Abertura ao serviço
Esta interface situa-se no lanço entre Figueira da Foz e Vilar Formoso, que foi inaugurado em 3 de agosto de 1882, pela Companhia dos Caminhos de Ferro Portugueses da Beira Alta; não constava entre as estações e apeadeiros existentes na linha à data de inauguração, porém, tendo este interface sido criado posteriormente.

### Encerramento

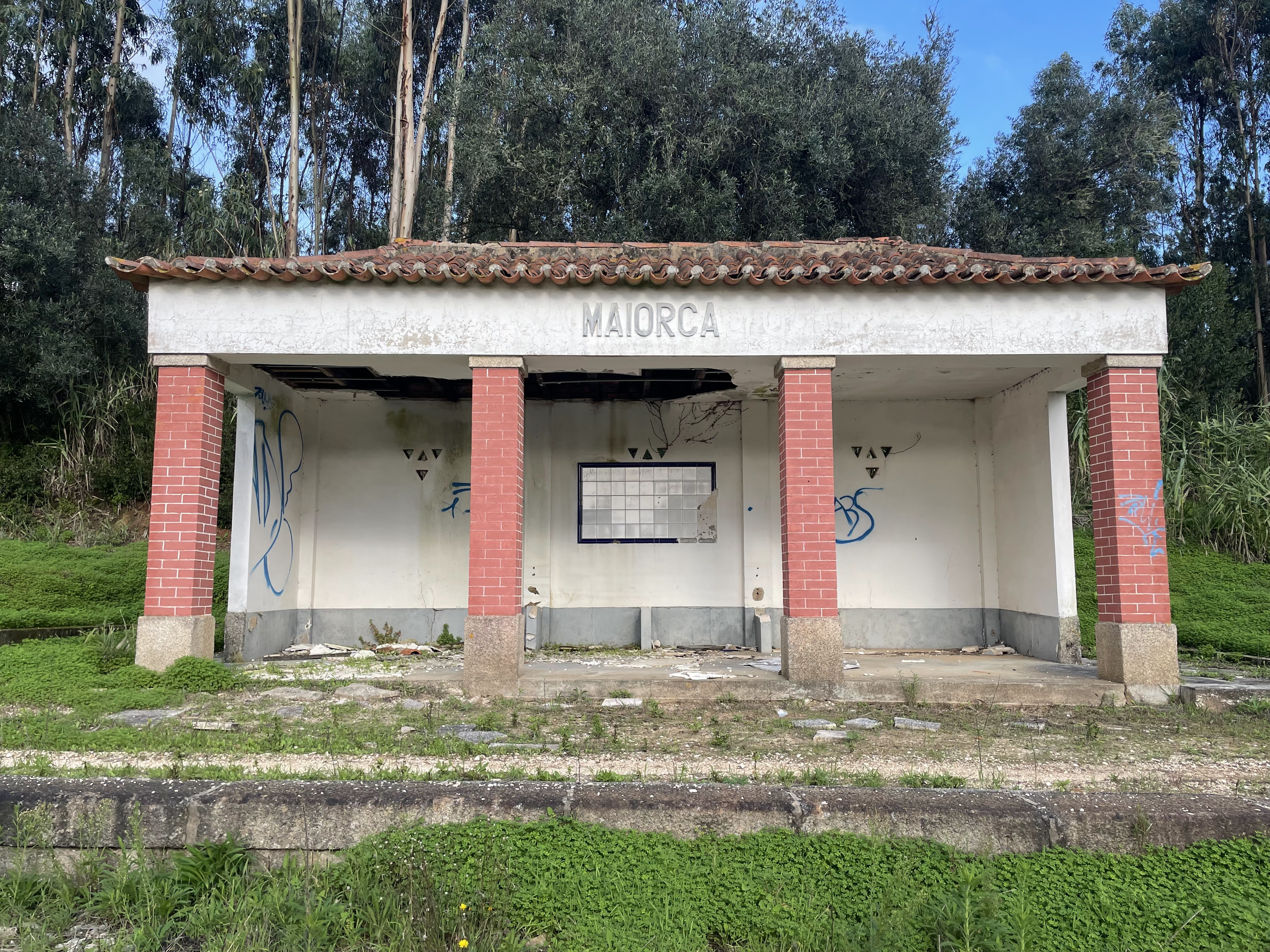
Fachada do apeadeiro de Maiorca em 2023

Em 5 de janeiro de 2009, o Ramal da Figueira da Foz foi encerrado ao tráfego ferroviário, por alegados motivos de segurança. A empresa Comboios de Portugal organizou um serviço rodoviário de substituição, que foi terminado em 1 de janeiro de 2012.

Actualmente o apeadeiro de Maiorca apresenta sinais visíveis de vandalismo e alguns sinais de decadência estrutural.[carece de fontes?]